# Lohmühlenbach (Hunte)
Der Lohmühlenbach – ein etwa 9 km langer Tieflandbach – ist ein linker Nebenfluss der Hunte auf dem Gebiet der Landgemeinde Wildeshausen und der Gemeinde Visbek in Niedersachsen.
Die Quelle des Lohmühlenbachs liegt am Südrand der Wildeshauser Bauerschaft Hesterhöge, nördlich der Flur Beim Einböhmer Schlatt. Der Bachlauf bildet zunächst die Grenze zwischen der Landgemeinde Wildeshausen und der Gemeinde Visbek, erreicht dann das Gebiet der Visbeker Bauerschaft Rechterfeld, von wo er auf östliche Richtung schwenkt, ein feuchtes Waldgebiet durchquert und durch Kleinenkneten und Lohmühle weiterfließt. Der Lohmühlenbach nimmt unmittelbar vor seiner Mündung von links den Wasserlauf Weiße Riede auf, um südlich der Bauerschaft Pestrup in der Flur Der dröge Ort in die Hunte einzumünden.